# Châtillon-sur-Saône
Châtillon-sur-Saône är en kommun i departementet Vosges i regionen Grand Est (tidigare regionen Lorraine) i nordöstra Frankrike. Kommunen ligger i kantonen Lamarche som tillhör arrondissementet Neufchâteau. År 2022 hade Châtillon-sur-Saône 106 invånare.

## Befolkningsutveckling
Antalet invånare i kommunen Châtillon-sur-Saône
| Referens: INSEE |